# Chef de partie
Een chef de partie is verantwoordelijk voor een gedeelte van de keuken. Hierbij heeft iedere chef de partie een eigen naam, waarbij meteen zijn afdeling duidelijk wordt:
- Chef-saucier, voor sauzen en soepen
- Chef-rôtisseur, bereidingen van vlees, gevogelte en wild
- Chef-entremetier, voor groente, aardappelen, eiergerechten en warme groenten
- Chef-poissonnier, voor vis
- Garde-manger, koude gerechten en amuse
- Chef-patissier, nagerechten en deeggerechten